# Cliona burtoni
Cliona burtoni är en svampdjursart som beskrevs av Topsent 1932. Cliona burtoni ingår i släktet Cliona och familjen borrsvampar. Inga underarter finns listade i Catalogue of Life.